# Réseau de bus Arlequin
Arlequin était un réseau de bus appartenant au groupe Transdev. Le réseau, composé jusqu’au 31 décembre 2022 de huit lignes, dessert principalement la Seine-et-Marne et, dans une moindre mesure, le Val-de-Marne. L'unique ligne restante rejoint le réseau de bus Marne et Seine le 1 août 2023.

## Histoire
Jusqu'en 2022, quatre sociétés filiales du groupe Transdev exploitaient les sept lignes du réseau Arlequin : N’4 Mobilités, Transdev Darche Gros, Transdev SETRA et Transdev Saint-Fargeau-Ponthierry.
En raison de l'ouverture à la concurrence des réseaux d'autobus en Île-de-France, les lignes 5, 6, 7, 10, 14, 21 et 30 (abc) sont intégrées le 1er janvier 2023 au réseau de bus Pays Briard opéré par Keolis Portes et Val de Brie.
Seule la ligne 12 subsiste et reste exploitée par Transdev SETRA jusqu'au 1er août 2023 où elle est transférée au réseau de bus Marne et Seine.

## Exploitation

### Entreprise exploitante
Le 3 mars 2011, le groupe Veolia Transport alors filiale de Veolia environnement fusionne avec Transdev pour donner naissance à « Veolia Transdev » qui devient le no 1 privé mondial dans le secteur des transports.
Deux ans plus tard, en mars 2013, le groupe étant endetté de plusieurs millions d'euros, celui-ci adopte le nom de Transdev à la suite du désengagement de Veolia Environnement, détenteur de Veolia Transport.

## Parc de véhicules
- Iveco Bus Crossway

## Identité visuelle

Ancien logo du réseau de bus Arlequin.
Logo du réseau de bus Arlequin.